# Nabta-Playa

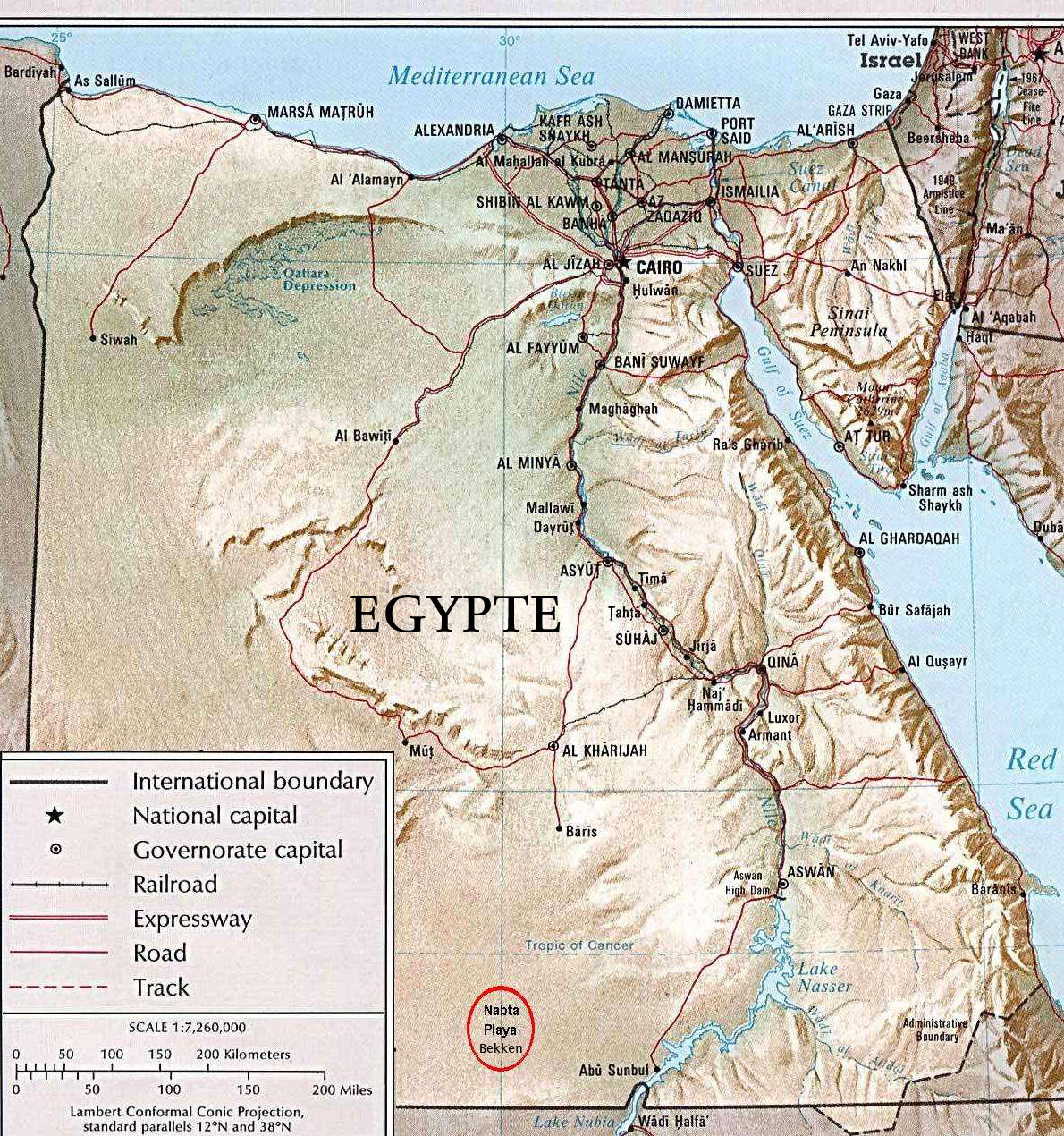
Nabta-Playa: Kreis am unteren Bildrand

Nabta-Playa ist eine Salztonebene in der Nubischen Wüste mit zahlreichen archäologischen Fundstätten aus der Jungsteinzeit. Die über Jahrtausende anhaltende Bedeutung beruht auch darauf, dass die uralte Karawanenpiste Darb el Arba’in von Abu Simbel nach der Oase Bir Kseiba (22° 41′ N, 29° 54′ O) und darüber hinaus nach Zentralafrika durch das Nabta-Playa führte.

## Lage
Die Nabta-Playa-Ebene befindet sich etwa 100 km westlich von Abu Simbel und 800 km südlich von Kairo in einer Höhe von ca. 300 m. 

## Begriff Playa
Playa ist ein geologischer Fachbegriff für ein Ablagerungsgebiet trockenfallender Salzseen. Eine Salztonebene ist ein Sedimentationsgebiet eines intermittierenden Gewässers. Es bildet sich im Inneren weiter endorheischer Becken in semiariden Gebieten, ist jedoch im Gegensatz zu Sabkhas von Hochgebieten umgeben.
Meist entwickelten sich Playas aus einem in Tieflage entstandenen flachen Paläosee, welcher monatelang oder ganzjährig wassergefüllt blieb. An solchen Playas entwickelten sich während mehrjähriger Feuchtperioden artenreiche Biotope. Weite Bereiche der Sahara waren währenddessen Savannen mit Grasbewuchs und lockerem Baumbestand.

## Klima- und Vorgeschichte
Playas in der Sahara waren aufgrund einer klimatisch bedingten Verschiebung der Monsun-Zone mit Süßwasser gefüllt in den Zeiträumen vor 320.000 bis vor 250.000 Jahren, vor 240.000 bis vor 190.000 Jahren, vor 155.000 bis vor 120.000 Jahren, vor 90.000 bis vor 65.000 Jahren des Pleistozäns und vor 11.000 bis vor 6000 Jahren des Holozäns; in den übrigen Zeiten war das Klima trocken und die Playas waren wasserlos.
Mit zunehmenden Niederschlägen beginnend vor 11.000 Jahren konnten auch Niederungen wie das Fayyum-Becken, das Nabta-Schwemmland und die Oase Bir Kseiba besiedelt werden. Schwarzafrikanische Bevölkerungsgruppen waren den Nil abwärts gewandert und hatten von dort aus seit dem 10. Jahrtausend v. Chr. die östliche Sahara besiedelt. 
Seit dem 7. Jahrtausend finden sich große Ansiedlungen mit hohem Organisationsgrad. Im Nabta-Playa ist seit etwa 6000 v. Chr. auch Keramik nachgewiesen. Diese mit komplexen farbigen Mustern verzierte Keramik ähnelt Keramikstilen im Niltal bei Khartum. Die archäologischen Befunde deuten darauf hin, dass der gesellschaftliche Organisationsgrad höher war als in den Siedlungen im Niltal.
Im 6. Jahrtausend entwickelte sich eine prähistorische Religion oder ein Kult mit Opferungen von Rindern, die in steinbedeckten Kammern beerdigt wurden. Ob dieser Kult den späteren altägyptischen Hathor-Kult beeinflusst hat, wird diskutiert.

## Prähistorisches Observatorium
Im Nabta-Playa befindet sich nahe einem ausgetrockneten See eines der ältesten archäoastronomischen Monumente der Welt. Etwa zeitgleich mit der Kreisgrabenanlage von Goseck, jedoch 1000 Jahre älter als Stonehenge, errichteten die Bewohner einen Steinkreis für Kalenderzwecke zur Bestimmung der Sommersonnenwende. Die archäologischen Funde deuten darauf hin, dass die Region nur saisonal besiedelt war, wahrscheinlich im Sommer, wenn der See Wasser führte. Die Bestimmung der Sonnenwende war daher ein bedeutender Hinweis für den Zeitpunkt zum Wechsel in die Winterquartiere.

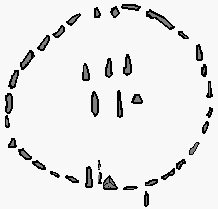
Megalith-Observatorium
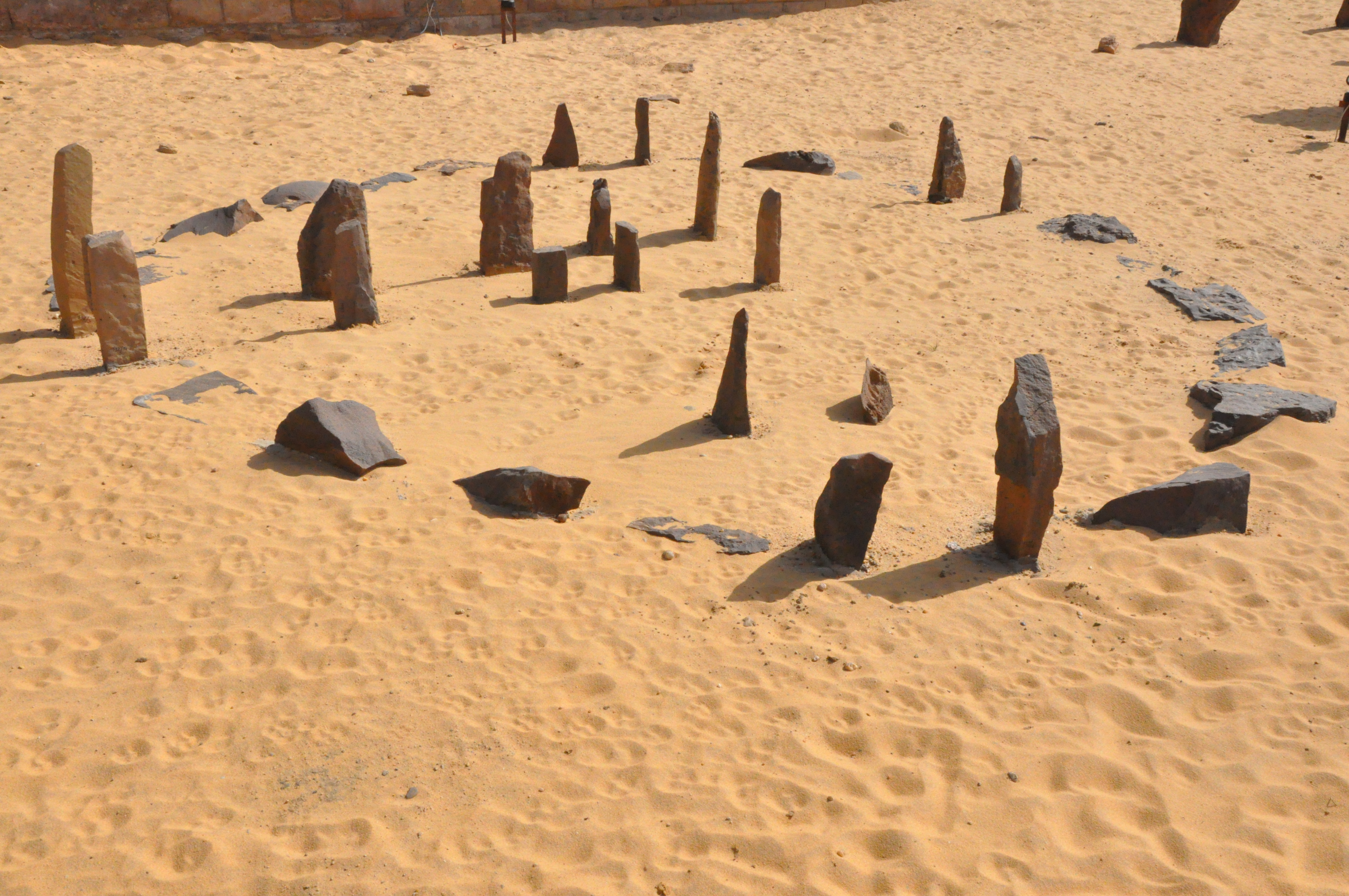
Verkleinerte Rekonstruktion im Nubischen Museum von Assuan

## Kulturfolgen
Um 5000 v. Chr. entstanden im oberen Niltal neolithische Gemeinschaften der Badari-Kultur. Diese bauten Ansiedlungen und praktizierten Rinderopferungen ähnlich jenen, wie sie zuvor bereits am Nabta-Playa in der Darb el Arba’in Wüste der Sahara entwickelt worden waren.
Es wird vermutet, dass das Kulturgut der astronomischen Kalenderbestimmung, der Milchwirtschaft und des Rinderkultes in die erste Hochkultur am Nil einging.